# Празький планетарій
Празький планетарій (обсерваторія та планетарій столиці Праги) — будівля, розташована в празькому районі Бубенчі неподалік від Стромовки та Виставіште. Його засновником є громада міста Праги. Планетарій був побудований за проєктом архітектора Ярослава Фрагнера і відкритий для публіки 20 листопада 1960 року. Його купол — один з найбільших у світі, діаметром 23,5 м. Астрономічний зал оснащений як оптико-механічним, так і цифровим проєктором.

## Історія
Проєкційний пристрій для планетарію Цейса (Great Zeiss Projection Planetarium інструмент) був вперше представлений публіці німецькою компанією Carl Zeiss на Лейпцизькому ярмарку в 1960-х роках. Цю виставку також відвідав мер Братислави та Праги Вацлав Вацек. На виставці вони підписали зобов'язуючий контракт на постачання двох інструментів вартістю 10 мільйонів чеських крон — для Праги та Братислави. Будівель для приладів не існувало, але їх будівництво планувалося. Будівництво будівлі празького планетарію розпочалося у 1958 році, і автор проєкту Ярослав Фрагнер не уникнув деяких атрибутів стилю, для якого використовувалася назва соцреалі́зм (карнизи, вхідний портик). Будівля також мала бути прикрашена мозаїками, але на момент будівництва вони виглядали дещо анахронічними й в результаті не були реалізовані.
На відміну від планетарію в Братиславі, празька будівля та виготовлений на замовлення пристрій планетарію Great Zeiss Projection Planetarium стали доступними для публіки 20 листопада 1960 року. З 1960 по 1999 рік директором Празького планетарію був астроном і картограф Антонін Рюкль. Компанія Carl Zeiss з Єни доставила обидва пристрої до Чехословаччини, але представники міста Братислава навіть не почали будувати будівлю, а залишили свій пристрій у ящиках на складі на острові Рай. Під час повені ці ящики були покриті брудом. Бригади Антоніна Рюкла та компанії Carl Zeiss прибули та усунули пошкодження, але Братислава не перенесла пристрій у безпечніше місце та знову відклала будівництво будівлі. Коли ситуація з багнюкою повторилася вдруге, про Братиславський планетарій більше не говорили. До 1979 року Празький планетарій був частиною Парку культури та відпочинку імені Юліо Фучика. У 1979 році торс Братиславського планетарію був частиною виставки у фоє Празького планетарію, куди його передали «на запчастини». Великий проєкційний планетарій Zeiss обслуговував громадськість і школи в 1960—1991 роках.

## Обладнання
Оптико-механічний проєктор Cosmorama, встановлений у 1991 році, був виготовлений компанією Carl Zeiss AG і є останнім робочим пристроєм цього типу. Нині (2019 рік) він встановлений на рухомих кронштейнах, що дає змогу приховати його і не затінювати за сучасної цифрової проєкції.
Цифрова проєкційна система SkySkan Definiti, встановлена у 2009 році та модернізована у 2014 році, має найвищу роздільну здатність у Європі. Шість проєкторів Sony SRX T-615 здатні створювати зображення з роздільною здатністю 8K.

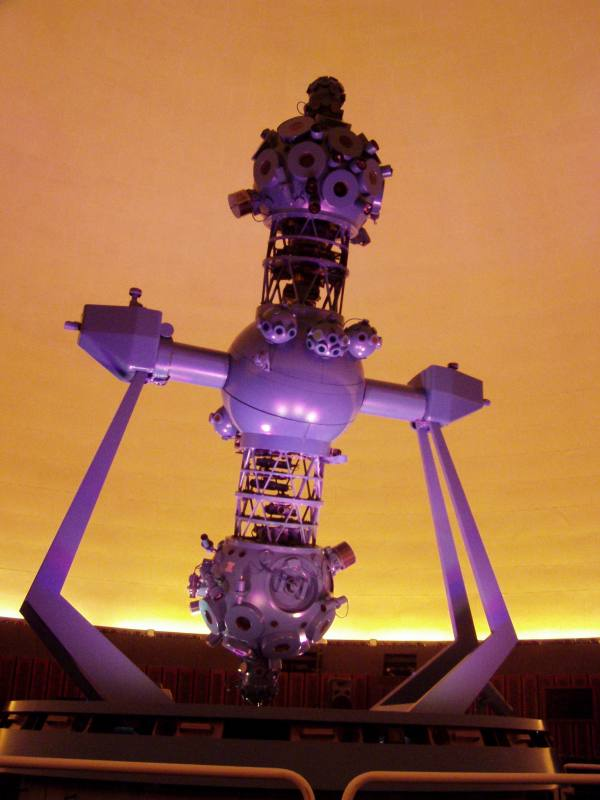
Проєктор Cosmorama 2006 року, як і раніше без рухомих кронштейнів

Планетарій представляє десятки підготовлених програм. Він відкритий щодня.
З 1979 року планетарій є частиною об'єднання Обсерваторія і планетарій міста Праги. Окрім цього планетарію, до організації також входять обсерваторія Штефаніка в Петршині та обсерваторія в Дабліце, які працюють під спільним брендом Planetum.

## Примітка
1. ↑  LUKEŠ, Zdeněk a KRATOCHVÍL, Petr. Praha moderní: velký průvodce po architektuře 1950—2000. IV. Vydání první. V Praze: Paseka, 2015. 251 stran. .
2. ↑  http://hisec.astro.cz/_old/hvezdarny/hvezdarny-praha-p.htm
3. ↑  http://kultura.praha.eu/public/38/d8/9f/1315863_213219_HaP.doc